# イエンバイ市
イエンバイ市（ベトナム語：Thành phố Yên Bái / 城庯安沛  発音）は、ベトナムの西北地方のイエンバイ省の省都。紅河の左岸（北岸）に位置し、首都ハノイから150km離れている。人口は2018年時点で約12.5万人で、面積は108.15km2である。

## 行政区画
以下の9坊8社を管轄する。
- ドンタム坊（Đồng Tâm / 同心）
- ホンハ坊（Hồng Hà / 紅河）
- ホップミン坊（Hợp Minh / 合明）
- ミンタン坊（Minh Tân / 明新）
- ナムクオン坊（Nam Cường / 南強）
- グエンフック坊（Nguyễn Phúc / 阮福）
- グエンタイホック坊（Nguyễn Thái Học / 阮太學）
- イエンニン坊（Yên Ninh / 安寧）
- イエンティン坊（Yên Thịnh / 安盛）
- アウラウ社（Âu Lâu / 謳婁）
- ジオイフィエン社（Giới Phiên / 界番）
- ミンバオ社（Minh Bảo / 明保）
- フックロック社（Phúc Lộc / 福祿）
- タンティン社（Tân Thịnh / 新盛）
- トゥイロック社（Tuy Lộc / 綏祿）
- ヴァンフー社（Văn Phú / 文富）
- ヴァンティエン社（Văn Tiến / 文進）